# Pierre Fertil
Pierre Fertil (* 10. Februar 1923 in Moisdon-la-Rivière, Département Loire-Atlantique; † 11. März 2015) war ein französischer Maler und Anästhesist.

## Leben
Fertil entstammte einer ländlichen Familie, sein Vater war Bäcker.
Nach seinem Abitur 1943 bereitete sich Fertil in Poitiers auf die Aufnahmeprüfungen an einer pädagogischen Hochschule vor. Er hatte keine festen Verbindungen zur Résistance, aber er fertigte in Zusammenarbeit mit einem Angestellten der Stadtverwaltung von Poitiers falsche Ausweispapiere an. Sein künstlerisches Talent kam ihm dabei zugute. Als Fertil erfuhr, dass die Gestapo ihn verdächtigte, gab er seine Ausbildung Anfang 1944 auf und verließ Poitiers.
Ende Juni 1944 war Fertil auf dem Weg zu seinen Eltern, die in Plonévez-Porzay lebten, einem kleinen Dorf am Anfang der Halbinsel Crozon im äußersten Westen der Bretagne. Die gesamte Region, die den westlichsten Vorposten des von den Deutschen besetzten Gebietes darstellte und in der auch der große Hafen und Marinestützpunkt von Brest lag, war für die deutsche Besatzungs- und Kriegspolitik von großer Bedeutung. 
Nach einer Sabotageaktion der Résistance führte die Wehrmacht Razzien durch. In dem kleinen Dorf Plonévez-Porzay, wo wegen einer Beerdigung viele Dorfbewohner auf dem Platz vor der Kirche versammelt waren, verhafteten die Deutschen zehn Personen, unter ihnen Pierre Fertil. 
Zusammen mit etwa 1000 anderen Häftlingen wurde er im September 1944 in das Außenlager  Bahrsplate überstellt. Dort mussten die Häftlinge für die zum Krupp-Konzern gehörende Deutsche Schiff- und Maschinenbau AG (Deschimag) arbeiten, die Teile für U-Boote herstellte. Pierre Fertil arbeitete als Dreher. 
Anfang April 1945 begann die Räumung der Außenlager des KZ Neuengamme. Die kranken Häftlinge, zu denen auch Fertil zählte, wurden per Zug in das Kriegsgefangenenlager Sandbostel bei Bremervörde abtransportiert, wo in einem abgetrennten Teil des Lagers ein Auffanglager für KZ-Häftlinge eingerichtet worden war, in das über 7000 Häftlinge aus verschiedenen Außenlagern des KZ Neuengamme eingeliefert wurden. Die Bedingungen in diesem Lager waren mörderisch: Die Häftlinge bekamen kaum etwas zu essen und zu trinken, es herrschte eine Typhusepidemie, an der täglich viele Häftlinge erkrankten und starben. Das Auffanglager Sandbostel bestand nur knapp drei Wochen. Am 29. April erreichten britische Truppen das Lager. 
Pierre Fertil hatte das Glück, in Sandbostel die Bekanntschaft eines französischen Kriegsgefangenen aus der Bretagne zu machen. Dieser verhalf Fertil zur Flucht aus dem KZ-Auffanglager heraus in das Kriegsgefangenenlager, wo Fertil von den Kriegsgefangenen versorgt und gepflegt wurde. Allerdings hatte sich Fertil zu diesem Zeitpunkt bereits mit Typhus angesteckt; zum Zeitpunkt seiner Befreiung wog er noch 36 Kilogramm. Noch im Mai wurde der kranke Fertil nach Frankreich repatriiert und erholte sich nach einigen Krankenhausaufenthalten bei seinen Eltern in Brest von den Folgen der Deportation. 
Nach seiner Genesung begann Fertil ein Medizin-Studium und er wurde Arzt und Anästhesist. In Nantes war er Teil eines Spezialistenteams für Herzchirurgie. Fertil trat 1992 in den Ruhestand.

## Kunstwerke
Als Pierre Fertil in Rente ging, kehrten die Dämonen der Deportation bei ihm zurück und er begann, das in den Konzentrationslagern Erlebte zu zeichnen. 
Fertil malte auch Ereignisse, die er nicht direkt erlebt hatte: das Feuer in der Scheune bei Gardelegen, die Tragödie in der Ostsee, bei der 7000 Häftlinge starben, die in den Schiffen Thielbek und Cap Arcona zusammengedrängt waren, durch die Bomben der Alliierten oder im eiskalten Wasser. Meist zerstörte Fertil seine Werke aber kurz nach ihrer Fertigstellung. Es ist einem mit Fertil befreundeten weiteren ehemaligen Häftling des KZ-Außenlagers Bahrsplate zu verdanken, dass er seine Bilder nicht mehr zerstörte, sondern sie in der Öffentlichkeit zeigte. Dies geschah erstmals im November 2007 in Caen. Danach folgten weitere Ausstellungen, darunter im Sommer 2010 in der KZ-Gedenkstätte Neuengamme.